# Маєвська Анастасія Євгенівна
Анастасія Євгенівна Маєвська (6 січня 2001, Київ) — українська волейболістка, центральний блокуючий. Гравець національної збірної. Чемпіонка Євроліги 2023 року. Майстер спорту України міжнародного класу (2023).

## Із біографії
У 2019 році виступала на всесвітній студентській Універсіаді в італійському Неаполі. На цих змаганнях представляла Національний університет фізичного виховання і спорту України.
У складі національної команди переможець Золотої євроліги 2023 і 2025 років. Учасниця чемпіонату Європи-2023, Кубка претендентів-2023 і розіграшів Євроліги.

## Клуби
| Роки      | Команди                |
| --------- | ---------------------- |
| 2017—2022 | «Хімік» (Южне)         |
| 2022—2024 | СК «Прометей» (Дніпро) |
| 2024—     | «Динамо» (Бухарест)    |

## Досягнення
Європейська ліга
- Перше місце (1): 2023, 2025

Чемпіонат України
- Перше місце (4): 2018, 2019, 2023, 2024
- Друге місце (2): 2021, 2022

Кубок України
- Перше місце (4): 2018, 2019, 2020, 2024
- Друге місце (2): 2021, 2022

Суперкубок України
- Перше місце (3): 2018, 2019, 2023

## Статистика
Статистика виступів в єврокубках:
| Сезон   | Клуб           | Турнір         | Ігри | Сети | Очки | Ср.  | Примітки |
| ------- | -------------- | -------------- | ---- | ---- | ---- | ---- | -------- |
| 2018/19 | «Хімік» (Южне) | Кубок ЄКВ      | 1    | 2    | 4    | 2    | [ 2 ]    |
| 2019/20 | «Хімік» (Южне) | Ліга чемпіонів | 8    | 28   | 38   | 1,36 | [ 3 ]    |
| 2020/21 | «Хімік» (Южне) | Ліга чемпіонів | 4    | 10   | 14   | 1,4  | [ 4 ]    |
|         | «Хімік» (Южне) | Кубок ЄКВ      | 2    | 2    | 5    | 2,5  | [ 5 ]    |
| 2022/23 | СК «Прометей»  | Ліга чемпіонів | 4    | 12   | 5    | 0,42 |          |
| 2023/24 | СК «Прометей»  | Ліга чемпіонів | 4    | 8    | 12   | 1,5  |          |

Статистика виступів у збірній:
| Сезон | Турнір                   | Ігри | Сети | Очки | Ср.  | Місце | Примітки |
| ----- | ------------------------ | ---- | ---- | ---- | ---- | ----- | -------- |
| 2021  | Золота євроліга          | 1    | 1    | 0    | 0    |       |          |
| 2022  | Золота євроліга          | 4    | 17   | 21   | 1,24 |       |          |
| 2023  | Золота євроліга          | 8    | 27   | 51   | 1,89 | 1     |          |
|       | Кубок претендентів       | 3    | 10   | 22   | 2,2  | 4     |          |
|       | Чемпіонат Європи         | 6    | 16   | 17   | 1,06 |       |          |
|       | Олімпійська кваліфікація | 6    | 14   | 13   | ,    |       |          |
| 2024  | Золота євроліга          | 4    | 9    | 12   | 1,33 | 5     |          |
| 2025  | Золота євроліга          | 2    | 5    | 7    | 1,4  | 1     |          |